# Peregu Mare
Peregu Mare é uma comuna romena localizada no distrito de Arad, na região histórica da Transilvânia. A comuna possui uma área de 30.95 km² e sua população era de 1771 habitantes segundo o censo de 2007.